# Khủng hoảng con tin In Amenas
Vụ khủng hoảng con tin In Amenas bắt đầu vào ngày 16 tháng 1 năm 2013, khi các tay khủng bố có liên hệ với Al-Qaeda liên kết với một lữ đoàn do Mokhtar Belmokhtar cầm đầu bắt giữ 800 người làm con tin tại cơ sở dầu khí Tigantourine gần In Amenas, Algerie. Abdul al Nigeri, một trong các phụ tá cao cấp của Belmokhtar, dẫn dắt cuộc tấn công và là một trong những tay khủng bố bị thiệt mạng. Sau bốn ngày, các lực lượng đặc nhiệm Algerie đột kích hiện trường, với nỗ lực nhằm giải thoát các con tin.
Các nhân viên nhà máy bị cầm giữ thuộc nhiều quốc gia trên thế giới, kể cả Hoa Kỳ, Anh, Pháp, Na Uy, Romania, Colombia, và Algerie. Ít nhất 39 con tin ngoại quốc bị thiệt mạng cùng với một nhân viên bảo vệ Algerie, cũng như 29 phiến quân. Tổng cộng có 685 công nhân Algerie và 107 người nước ngoài được giải thoát. Ba phiến quân bị bắt.
Đây là một trong nhiều vụ tấn công tại Maghreb do các nhóm Hồi Giáo phát động từ năm 2002.

## Lực lượng Hồi giáo tấn công
Cơ sở dầu khí Tigantourine ở In Amenas thuộc Algerie trên sa mạc Sahara, gần biên giới Libya, cách bờ biển 800 dặm nằm sâu trong lục địa châu Phi. Cơ sở này được liên doanh khai thác bởi Statoil của Na Uy, BP của Anh và Sonatrach của Algerie có hàng trăm công nhân và các chuyên viên ngoại quốc. Sáng sớm ngày 16 tháng 1 năm 2013, phiến quân Hồi Giáo tấn công vào cơ sở dầu khí, và bắt giữ 41 con tin người ngoại quốc. Những tin tức nhận được không rõ ràng vì liên lạc vô tuyến bị cắt đứt cho biết có ba người chết trong đó một người Anh và một người Pháp. Phiến quân nói trong số con tin có 7 người Mỹ nhưng các giới chức ngoại giao và quân sự Hoa Kỳ cho biết chưa thể nào kiểm chứng được. Trong số con tin còn có 5 người Nhật, 7 người Na Uy, một Pháp, một Áo, một Ireland cùng một số người Anh và Algerie.

### Các thủ phạm
Bộ trưởng Nội vụ Algeria, Daho Ould Kablia, nói với thông tấn xã nhà nước APS rằng toán phiến quân tấn công gồm khoảng 20 người do Mokhtar Belmokhtar, dân Algerie đã chiến đấu chống quân đội cộng sản Liên Xô ở Afghanistan hồi thập kỷ 1980. Sau này Belmokhtar cắt đứt liên lạc với các thủ lĩnh al-Qaida khác và trở về thành lập một nhóm riêng trong vùng sa mạc Sahara. Tên này sau đó lại tái hợp với Al-Qaeda khi lập nhóm Maghreb ở đây.

## Đòi hỏi
Nhóm phiến quân đưa ra một loạt yêu sách, từ đòi hỏi quân đội Pháp rút khỏi Mali và không được tiến đánh lên miền Bắc nước này nơi họ đang chiếm giữ, cho tới phản đối Algerie để Pháp sử dụng không phận đưa quân tới Mali, ngăn chặn dân tị nạn chạy qua biên giới và yêu cầu Algerie phóng thích các chiến binh Hồi Giáo bị bắt giữ trong những cuộc xung đột từ thập kỷ 1990 đến nay. Đòi tiền chuộc mạng cũng có thể là một mục tiêu khác vì qua nhiều năm Belmokhtar đã từng thu được hàng triệu đô la bằng việc bắt giữ con tin. Nhóm này hăm dọa đã đặt chất nổ xung quanh cơ sở dầu khí và có hỏa tiễn phòng không, mọi ý đồ giải cứu con tin sẽ kết thúc bằng thảm kịch.
Algerie trong thập kỷ 1990 có cuộc chiến tranh đẫm máu với các nhóm quân Hồi Giáo trong vùng Sahara, tuyên bố không thương lượng. Người ta cũng không thể hiểu rõ tất cả mọi ý định của phiến quân vì trong vùng sa mạc Sahara và Tây Phi có nhiều nhóm quân Hồi Giáo khác nhau và thường xung đột lẫn nhau.
Một trang web ở Mauritanie, vốn thường xuyên nhận được tin tức từ các nhóm phiến quân liên hệ với al-Qaida, nói rằng những kẻ bắt giữ con tin đề nghị trao đổi hai con tin Mỹ lấy hai tù nhân đang bị giam ở Mỹ về tội khủng bố. Một trong hai người này là Omar Abdel Rahman, kẻ chủ mưu vụ nổ bom phá hoại tòa nhà Trung tâm Thương mại Thế giới ở New York vào năm 1993.

## Algerie giải cứu

### Ngày 16/1
Theo APS, quân đội Algerie bao vây cơ sở dầu khí từ ngày 16 tháng Giêng đã nổ súng khi hai xe truck chở một số người không rõ là bao nhiêu, tìm cách chạy thoát khỏi nơi đây. Phía Hồi Giáo khủng bố nói với truyền thông Mauritania là quân đội Algerie bắn từ trực thăng xuống.

### Ngày 17/1
Ngày 17 tháng Giêng, quân đội Algerie mở cuộc tấn công. Những tin tức đầu tiên nhận được không thể xác định mức độ chính xác về tổn thất nhân mạng cho các bên. Loạn quân nói rằng họ bị máy bay trực thăng của Algerie đuổi theo khi rút khỏi cơ sở khí đốt In Amenas, có 67 người chết trong đó 37 con tin ngoại quốc và 29 chiến binh Hồi Giáo.
Theo tin của truyền thông Algerie thì 15 con tin ngoại quốc và 30 Algerie đã chạy thoát. Báo The New York Times dẫn lời của một giới chức cao cấp Algerie, xác nhận là quân đội bao vây và tấn công loạn quân rút chạy bằng xe truck, phương tiện di chuyển quen thuộc mà các chiến binh hoạt động ở vùng sa mạc vẫn sử dụng. Giới chức này nói có bốn con tin được cứu thoát.
Algerie nói cuộc khủng hoảng con tin kết thúc vào buổi chiều, lực lượng đặc biệt của quân đội Algerie có trực thăng yểm trợ giải tỏa được In Amenas. Truyền hình Algeria nói bốn con tin chết, 2 Anh và 2 Philippines, 600 con tin được giải thoát. Một phát ngôn viên của nhóm loạn quân Qatiba nói với thông tấn xã Mauritanie là 35 con tin và 15 chiến binh của họ, kể cả chỉ huy trưởng Abou El Baraa thiệt mạng. Qatiba (Lữ Đoàn Máu) do Mokhtar Belmokhtar được thành lập vào Tháng Mười Hai năm 2012.
Cho đến quá nửa đêm ngày 17/18 tháng Giêng ở châu Phi, vẫn chưa có tin tức gì chính xác và chi tiết về vụ giải cứu con tin ở Algerie. Thông tấn xã nhà nước APS loan báo 600 công nhân Algerie và 4 người ngoại quốc - 2 Scotland, 1 Pháp, 1 Kenya - được giải thoát. Thông tấn xã Pháp AFP dẫn lời các giới chức Algerie loan tin quân đội vẫn chưa kiểm soát hoàn toàn cơ sở In Amenas và các cuộc lục soát hãy còn tiếp tục. Theo ABC News, các giới chức Hoa Kỳ nói 5 công dân Mỹ sống sót và rời khỏi Algerie. Chính phủ Ireland xác nhận một công dân của họ được giải thoát. Nhật Bản xác nhận 3 công dân Nhật được giải thoát nhưng còn 14 người khác chưa có tin tức. Chủ biên chính trị Nick Robinson của BBC nói rằng chính phủ Anh còn đợi thông tin từ chính quyền Algerie về số công dân Anh thiệt mạng, bị thương và mất tích.
Không quốc gia nào được thông báo về cuộc hành quân. Thủ tướng Na Uy Jens Stoltenberg cho biết thủ tướng Algerie giải thích với ông là chính quyền Algerie cố gắng tìm giải pháp nhưng không đi đến kết quả gì và không có sự chọn lựa nào khác hơn vào lúc sáng sớm. Thủ tướng Anh David Cameron được biết về cuộc tấn công đã dang diễn ra vào lúc 11:30 GMT khi ông gọi điện thoại cho thủ tướng Algerie. Phát ngôn viên của ông nói rằng không một chính phủ ngoại quốc nào được báo trước về cuộc đột kích. Nhật Bản phản đối hành động khi Algerie chưa có biện pháp bảo đảm sinh mạng các con tin, còn Hoa Kỳ yêu cầu làm sáng tỏ việc này.

### Ngày 18/1
Sang đến ngày 18 tháng Giêng, hãng thông tấn nhà nước Algerie loan tin có khoảng 60 con tin ngoại quốc chưa được biết rõ số phận. Nguồn tin này nói rằng có hơn một nửa trong số 132 con tin ngoại quốc được giải cứu, nhưng không biết tình trạng những người còn lại. Bản tin này cho hay lực lượng đặc biệt Algerie vẫn tái tục thương thảo với phiến quân.
Các tin tức từ chính phủ Algerie cho biết sau ba ngày mở chiến dịch giải cứu có tất cả 18 phiến quân bị giết và khu vực sinh sống của các nhân viên nhà máy nằm dưới sự kiểm soát của quân chính phủ. Chính phủ Algerie kiểm soát chặt chẽ các tin tức loan tải về việc này, nhưng theo các nguồn tin khác thì cuộc tấn công của phiến quân vào ngày 16 tháng Giêng giết ít nhất sáu người và có thể lên tới vài chục người.
Thủ tướng Anh ra điều trần trước Quốc hội về vụ này tỏ vẻ không hài lòng vì quân đội chính phủ Algerie mở cuộc tấn công mà không tham khảo với các quốc gia liên hệ.

### Hồi kết thúc
Bản tin của hãng thông tấn AP nói có khoảng 100 trong số 135 con tin ngoại quốc được phóng thích ngày 18 tháng Giêng. Chính phủ Hoa Kỳ khẳng định một trong số các con tin bị giết là ông Frederick Buttaccio, cư dân Texas.
Ngày 19 tháng Giêng, 11 kháng chiến quân bị giết trong cuộc tấn công của quân đội Algerie; và quân phiến loạn cũng giết bảy con tin, quốc tịch không được tiết lộ. Giới hữu trách nói rằng 107 con tin ngoại quốc cùng 685 con tin người Algeria được giải cứu.